# Saison 1901 des Blues de Cleveland
La Saison 1901 des Blues de Cleveland est la première saison de cette franchise en ligue majeure. Avec 54 victoires, 82 défaites et 2 nuls, les Blues terminent septième en Ligue américaine.

## Saison régulière
Les Blues disputent le match d'ouverture de la saison face aux White Sox de Chicago. En ce 24 avril, tous les autres matchs programmés sont en effet reportés en raison des mauvaises conditions météorologiques. Ollie Pickering a ainsi l'honneur d'être le premier batteur à passer au marbre dans l'histoire de la Ligue américaine dans sa version ligue majeure. Il tape une chandelle fatale sur le second lancer de Roy Patterson. Les Blues s'inclinent 8-3.
Au lendemain du match d'ouverture, Erve Beck frappe le premier coup de circuit de l'histoire de l'Americam League dans sa version Ligue majeure.
Les Blues s'inclinent à l'occasion de leurs deux premiers matches à Chicago, puis signent leur première victoire en Ligue majeure lors du troisième match de la série jouée face aux White Sox le 27 avril 1901 par 10 à 4. Les Blues remportent ensuite leur premier match à domicile joué en Ligue majeure : 4-3 face à Milwaukee.
Le 23 mai 1901, les Blues signent un retour étonnant lors d'un match face aux Washington Senators. Menés 13 à 5 avant la dernière demi-manche, Cleveland gagne la partie en marquant 9 points au cours de l'ultime manche.

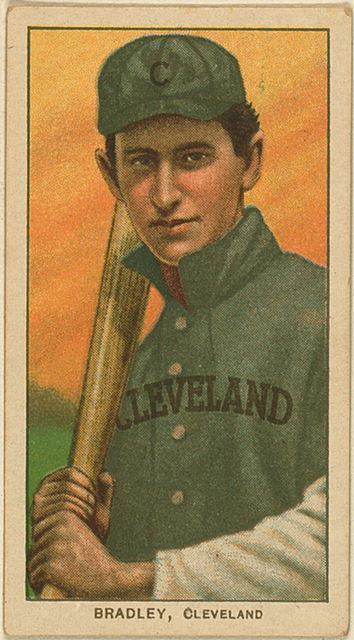
Bill Bradley

Malgré de belles performances de Jack McCarthy (0,321 de moyenne au bâton), les Blues terminent cette saison 1901 en septième position sur huit équipes avec 54 victoires pour 82 défaites. À l'issue de cette saison, le manager-joueur Jimmy McAleer est remplacé par Bill Armour.

## Effectif

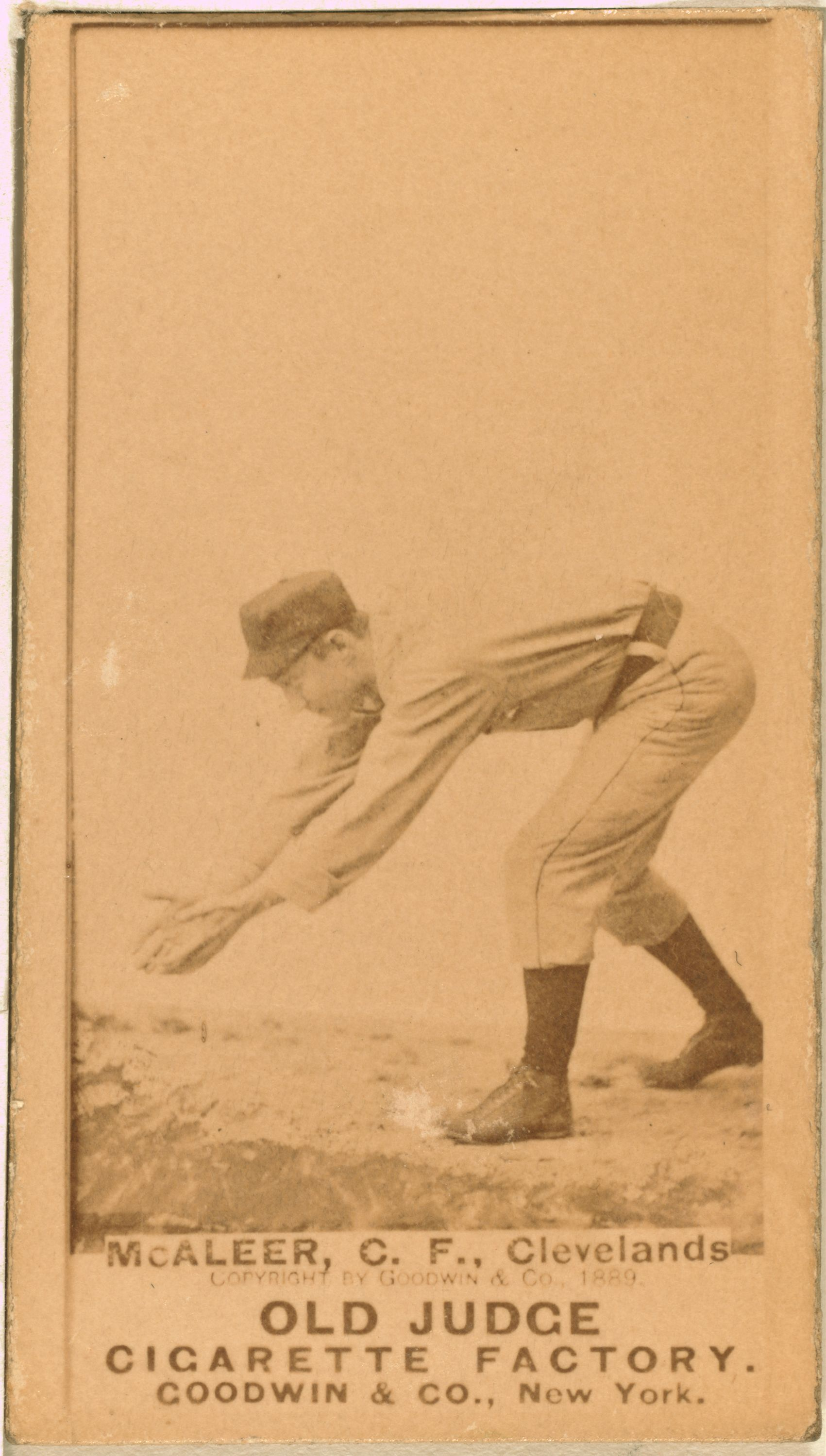
Jimmy McAleer

### Classement
| Ligue américaine        | V  | D  | N | GB  | Pct. |
| ----------------------- | -- | -- | - | --- | ---- |
| Chicago White Stockings | 83 | 53 | 1 | --  | .631 |
| Boston Americans        | 79 | 57 | 2 | 4   | .581 |
| Detroit Tigers          | 74 | 61 | 1 | 8½  | .548 |
| Philadelphia Athletics  | 74 | 62 | 1 | 9   | .544 |
| Baltimore Orioles       | 68 | 65 | 2 | 13½ | .511 |
| Washington Senators     | 61 | 72 | 5 | 20½ | .459 |
| Cleveland Blues         | 54 | 82 | 2 | 29  | .397 |
| Milwaukee Brewers       | 48 | 89 | 2 | 35½ | .350 |